# 밀레 (독일의 기업)

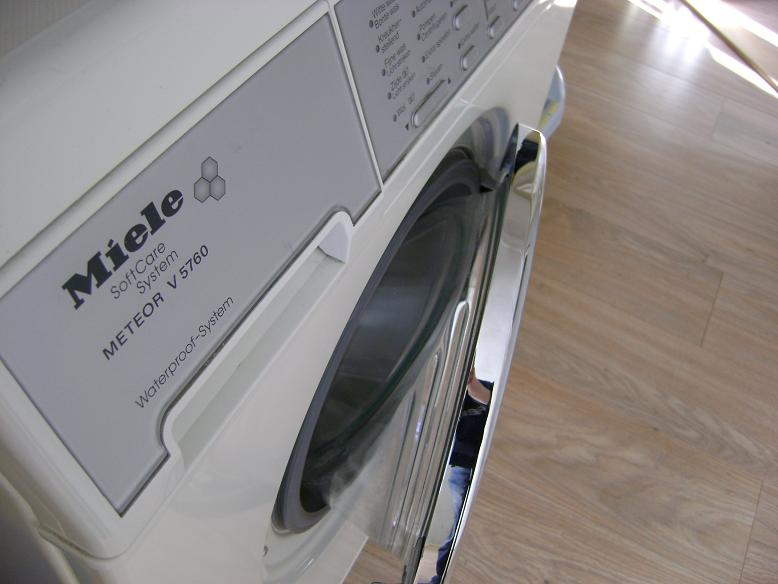
밀레 미티어 V5760 세탁기

밀레(Miele)는 고급 가전, 상용 장비를 제조하는 독일의 기업으로서 본사는 독일 노르트라인베스트팔렌주 귀터슬로에 위치하고 있다. 이 기업은 1899년 Carl Miele와 Reinhard Zinkann에 의해 설립되었으며 그 뒤로 가계가 운영하는 기업으로 남아있다.
밀레의 최초 제품들은 크림분리기, 버터천(butter churn), 원통형 세탁기였으며 미티어(Meteor) 브랜드로 판매되었다.